# Etheostoma cervus
Etheostoma cervus (Chickasaw baars) is een straalvinnige vissensoort uit de familie van de echte baarzen (Percidae). De wetenschappelijke naam van de soort is voor het eerst geldig gepubliceerd in 2003 door Powers & Mayden.